# Niederfüllbach
Niederfüllbach là một đô thị ở huyện Coburg bang Bayern nước Đức. Đô thị Niederfüllbach có diện tích 2,59 km², dân số thời điểm ngày 31 tháng 12 năm 2006 là 1669 người.